# Mohamed Bouebdelli
 (mai 2025).
Si vous disposez d'ouvrages ou d'articles de référence ou si vous connaissez des sites web de qualité traitant du thème abordé ici, merci de compléter l'article en donnant les références utiles à sa vérifiabilité et en les liant à la section « Notes et références ».
Mohamed Bouebdelli, de son nom complet Mohamed El Boussaïri Bouebdelli, né en 1941, est un homme politique tunisien, ingénieur informaticien de formation et opposant au régime de Zine el-Abidine Ben Ali. 

## Activités politiques
Issu d'une famille modeste, avec un père originaire de Kébili et une mère provenant du Kef, il commence sa vie professionnelle en France avant de revenir en Tunisie en 1972. Il s'engage très rapidement dans la vie publique, devenant secrétaire général de la cellule Farhat-Hached[Quoi ?] du 8e arrondissement de Paris. Il adhère ensuite au Mouvement des démocrates socialistes qu'il quitte en 1990.  
Il fonde son propre parti politique, le Parti républicain maghrébin (PLM), le 22 mars 2011, après la révolution marquée par le départ de Ben Ali ; il en est le président fondateur. 

## Activités éducatives
Mohamed Bouebdelli s'investit dès 1973 dans l'œuvre éducative : il fonde l'Université libre de Tunis ainsi que la Fondation Bouebdelli dirigée par sa femme et le lycée Louis-Pasteur de Tunis dirigé par son fils. 

## Vie privée
Il est marié avec Madeleine Bouebdelli. Le couple a deux enfants dont Karim Bouebdelli, élu à l'assemblée constituante le 23 octobre 2011 sous les couleurs du PLM.